# Orostachys japonica
Orostachys japonica es una especie de planta fanerógama perteneciente a la familia Crassulaceae.

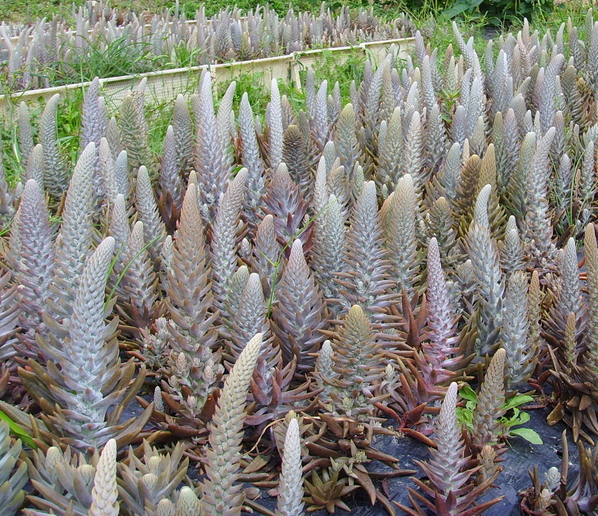
Orostachys Japonica

## Distribución y hábitat
Su hábitat principal se encuentra en la superficie de las rocas de la montaña en Corea y Japón, y en las rocas en las montañas bajas a lo largo de los arroyos en China.

## Descripción
Orostachys japonica es una planta perenne o bienal que crece hasta los 10 centímetros de altura. Está en flor de septiembre a octubre. Las flores son hermafroditas. Las hojas se presentan en roseta y tienen forma de espátula.
Adecuado para: suelos de arena con luz y suelos francos, prefiere suelos bien drenados y puede crecer en suelos pobres nutricionalmente.
PH adecuados: suelos alcalinos de ácidos, neutros y básicos.
Debido a su forma de crecimiento que se asemeja al cono de un pino, y su hábito de crecimiento en las rocas de las montañas, también se le llama pino roca. Crece bien en un (bosque claro) lugar soleado o semi-sombra con un suelo drenado y húmedo que es bajo en nutrientes. Sus flores florecen de septiembre a octubre. Las flores son de color blanco y cada flor tiene 5 pétalos cónicos y carece de pedúnculo. Su cáliz está dividido en 5 partes. Cuando las flores florecen y producen semillas, se seca.

## Usos medicinales
Las hojas y tallos contienen varios componentes médicamente activos, incluyendo ésteres de ácidos grasos , friedelina y flavonoides. Son antiespasmódicos y citotóxicos. Fortalece el sistema inmunológico de nuestro cuerpo al producir anticuerpos especializados, para prevenir alguna enfermedad. Tiene efecto anti-cáncer, al estimular la supresión de la propagación de las células cancerosas. Por esta razón, se utiliza en el tratamiento de tumores y otras enfermedades. En Corea, que se utilizan en el tratamiento de cáncer, la gingivitis , la coagulación y la metritis.

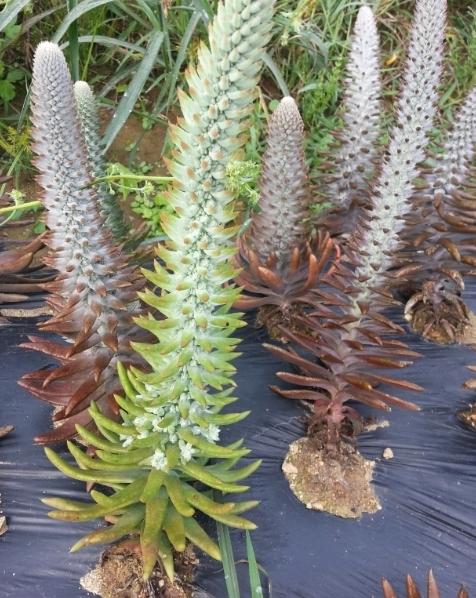
Orostachys Japonica

## Taxonomía
Orostachys japonica fue descrita por (Maxim.) A.Berger y publicado en Die natürlichen Pflanzenfamilien, Zweite Auflage 18(a): 464. 1930.
Etimología
Orostachys: nombre genérico que deriva de las palabras griegas: óros de "montaña" y stachys para "oreja".
japonica: epíteto geográfico que alude a su localización en Japón.
Basónimo
- Cotyledon japonica Maxim.